# Aparat Represji w Polsce Ludowej 1944–1989
Aparat Represji w Polsce Ludowej 1944–1989 – recenzowany rocznik wydawany od 2004 r., początkowo przed Oddział Instytutu Pamięci Narodowej w Rzeszowie, a od 2020 roku przez Centralę Instytutu Pamięci Narodowej w Warszawie. Czasopismo jest wydawane w języku polskim i angielskim (streszczenia artykułów i biogramy autorów).

## Historia
Rocznik jest pismem naukowym adresowanym do badaczy aparatów represji państw totalitarnych, przede wszystkim Polski „ludowej”. Publikowane są w nim jednak także artykuły dotyczące tajnych służb innych państw totalitarnych, przede wszystkim bloku sowieckiego, co pozwala na badania komparatystyczne.
Czasopismo powstało w Oddziale IPN w Rzeszowie w 2004 r. Inicjatorem jego powołania i pierwszym redaktorem naczelnym był Zbigniew Nawrocki (2004-2011). Później redakcję przejął Dariusz Iwaneczko (2011-2019), a po nim Filip Musiał (od 2020). Od 2020 r. zastępcą redaktora naczelnego jest Władysław Bułhak.
Do 2019 r. stałymi działami rocznika były: Metodologia; struktury; dokumenty; wspomnienia funkcjonariuszy; biogramy; recenzje; Bibliografia. Od 2020 stałymi działami są: Artykuły i studia; Artykuły i studia porównawcze: Aparaty represji w innych krajach komunistycznych i totalitarnych; Artykuły i studia: Varia; Artykuły i studia: Biografie; Materiały i dokumenty; Stan badań i artykuły recenzyjne. W 2021 r. czasopismo otrzymało 40 punktów (MENiS), z przypisanymi dyscyplinami naukowymi „historia”, „nauki o bezpieczeństwie” „nauki o polityce i administracji”. Instytut Pamięci Narodowej udostępnia czasopismo w formie książkowej oraz online.

## Redakcja czasopisma
- dr hab. Filip Musiał – redaktor naczelny,
- dr hab. Władysław Bułhak – zastępca redaktora naczelnego,
- Elżbieta Pietrzyk-Dąbrowska – sekretarz redakcji,
- i in.

## Rada Naukowa
- prof. dr hab. Piotr Franaszek (Uniwersytet Jagielloński) – przewodniczący,
- dr Petr Blažek (Ústav pro studium totalitních režimů),
- prof. Thomas Wegener Friis (Syddansk Universitet),
- dr Douglas Selvage (Humboldt-Universität zu Berlin),
- prof. dr hab. Andrzej Paczkowski (Instytut Studiów Politycznych PAN).